# Wenggen
Wenggen (kinesiska: 翁根, 翁根苏木) är en socken i Kina. Den ligger i den autonoma regionen Inre Mongoliet, i den norra delen av landet, omkring 750 kilometer nordost om regionhuvudstaden Hohhot.
Genomsnittlig årsnederbörd är 552 millimeter. Den regnigaste månaden är juni, med i genomsnitt 166 mm nederbörd, och den torraste är januari, med 4 mm nederbörd.